# Deeper

Deeper — американська порнографічна кіностудія, основним напрямком якої є виробництво фільмів в тематиці БДСМ.

## Історія
Deeper є перезапуском попереднього проекту Кайден Кросс — TrenchcoatX.com, який був придбаний Vixen Media Group в січні 2019 року. Deeper став шостим за рахунком брендом Vixen Media Group після Blacked, Tushy, Vixen, Blacked Raw і Tushy Raw. Студія займається виробництвом як короткометражних фільмів, перший збірник яких був випущений в червні 2019 року під назвою Sacrosanct Now, так і повнометражних фільмів. Перший повнометражний фільм студії був випущений восени 2019 року під назвою Drive і примітний участю в ньому колишньої теле - і кіноактриси Майтланд Вард, ексклюзивний контракт з якою був укладений студією в листопаді 2019 року.
У січні 2020 року Deeper виграє дві нагороди XBIZ Award в категорії «Краща нова студія» і «Сайт року — жінка-продюсер». На цій же церемонії фільм Drive отримує в загальному рахунку чотири нагороди у двох категоріях: «Найкраща актриса — повнометражний фільм» (Майтланд Вард) і «Краща сцена сексу — повнометражний фільм» (Майтланд Вард, Айві Лебелль і Мануель Феррара), а збірка короткометражних фільмів Sordid Stories був нагороджений як «Фільм-віньєтка року». В кінці цього ж місяця, на 37-й церемонії AVN Awards, Deeper виграє нагороду в категорії «Кращий новий виробничий бренд», а фільм Drive був удостоєний в цілому шістнадцяти нагород у восьми категоріях, в тому числі «Краща драма», «Краще художнє оформлення», «Кращий режисер — драматичний випуск» (Кайден Кросс) і «Краща актриса другого плану» (Майтланд Вард).

## Нагороди та номінації
| Рік  | Нагорода       | Результат | Категорія                     |
| ---- | -------------- | --------- | ----------------------------- |
| 2019 | Fleshbot Award | Номінація | Кращий новий сайт             |
| 2019 | XCritic Award  | Номінація | Краща нова студія             |
| 2019 | XCritic Award  | Номінація | Студія року                   |
| 2020 | AVN Award      | Перемога  | Кращий новий виробничий бренд |
| 2020 | XBIZ Award     | Перемога  | Краща нова студія             |
| 2020 | XBIZ Award     | Перемога  | Сайт року — жінка-продюсер    |

## Фільмографія
- Boss
- Cuckold's Plight
- Drive
- Lewd
- Power Hungry
- Predatory Woman
- Relentless
- Sacrosanct Now
- Sex Obsessed
- Sodom
- Sordid Stories